# Macrothele bannaensis
Macrothele bannaensis is een spinnensoort uit de familie Macrothelidae. De soort komt voor in China.